# Aïllament galvànic

El transformador és el component més comú per proporcionar aïllament galvànic.

L'aïllament galvànic en equips de potència fa referència al fet que el circuit de sortida es troba, elèctricament i físicament, aïllat del circuit d'entrada. És a dir, no hi pas de corrent elèctric entre els dos circuits. De fet, aquest aïllament es produeix en termes de corrent continu, evitant-ne el seu pas, mentre en flueix el corrent altern. Per tant, l'aïllament galvànic proveeix aïllament de corrent continu (DC).
Aquest aïllament es dona utilitzant un transformador, en el qual el filament del primari està completament aïllat del del secundari. Els transformadors, en lloc d'utilitzar una transferència per contacte directe utilitzen l'electromagnetisme com a font de transferència energètica. Un altre element comunament utilitzat per a proporcionar aïllament galvànic és el relé.
La majoria de transformadors ja siguin electronics o convencionals tenen aïllament galvanic, excepte els autotransformadors o variacs.

## Funcionalitat
L'aïllament galvànic proporciona un sistema de seguretat entre diversos circuits elèctrics, generalment entre la part d'alta tensió i la de baixa tensió. D'aquesta manera s'evita el dany a altres parts del circuit.